# FIP Florida Heritage Championship
El FIP Florida Heritage Championship o Campeonato Patrimonial de Florida de FIP,  es un campeonato defendido en la promoción independiente de lucha libre profesional Full Impact Pro. El campeón actual es Rich Port Ayala, quien se encuentra en su primer reinado.

## Historia
El primer Campeón Patrimonial de Florida fue coronado el 10 de marzo de 2007, cuando Erick Stevens derrotó a Roderick Strong en la final de un torneo realizado en una sola noche en Crystal River, Florida, en el Eddie Graham Memorial Battle for the Belts.

### Eddie Graham Memorial Battle Of The Belts (2007)
|  | Primera ronda   | Primera ronda   | Primera ronda |               |                 | Semifinales     | Semifinales | Semifinales |  |                 | Final           | Final | Final |  |
|  |                 |                 |               |               |                 |                 |             |             |  |                 |                 |       |       |  |
|  |                 |                 |               |               |                 |                 |             |             |  |                 |                 |       |       |  |
|  | Roderick Strong | Roderick Strong | Pin           |               |                 |                 |             |             |  |                 |                 |       |       |  |
|  | Roderick Strong | Roderick Strong | Pin           |               |                 |                 |             |             |  |                 |                 |       |       |  |
|  | Jimmy Rave      | Jimmy Rave      | 9:02          |               |                 |                 |             |             |  |                 |                 |       |       |  |
|  | Jimmy Rave      | Jimmy Rave      | 9:02          |               | Roderick Strong | Roderick Strong | Pin         |             |  |                 |                 |       |       |  |
|  |                 |                 |               |               | Roderick Strong | Roderick Strong | Pin         |             |  |                 |                 |       |       |  |
|  |                 |                 | Jay Briscoe   | Jay Briscoe   | 13:25           |                 |             |             |  |                 |                 |       |       |  |
|  | Larry Sweeney   | Larry Sweeney   | Jay Briscoe   | Jay Briscoe   | 13:25           | 10:11           |             |             |  |                 |                 |       |       |  |
|  | Larry Sweeney   | Larry Sweeney   |               |               |                 |                 |             |             |  |                 |                 |       |       |  |
|  | Jay Briscoe     | Jay Briscoe     | Pin           |               |                 |                 |             |             |  |                 |                 |       |       |  |
|  | Jay Briscoe     | Jay Briscoe     | Pin           |               |                 |                 |             |             |  | Roderick Strong | Roderick Strong | 21:16 |       |  |
|  |                 |                 |               |               |                 |                 |             |             |  | Roderick Strong | Roderick Strong | 21:16 |       |  |
|  |                 |                 | Erick Stevens | Erick Stevens | Pin             |                 |             |             |  |                 |                 |       |       |  |
|  | Delirious       | Delirious       | Erick Stevens | Erick Stevens | Pin             | Pin             |             |             |  |                 |                 |       |       |  |
|  | Delirious       | Delirious       |               |               |                 |                 |             |             |  |                 |                 |       |       |  |
|  | Mark Briscoe    | Mark Briscoe    | 3:51          |               |                 |                 |             |             |  |                 |                 |       |       |  |
|  | Mark Briscoe    | Mark Briscoe    | 3:51          |               | Delirious       | Delirious       | 15:12       |             |  |                 |                 |       |       |  |
|  |                 |                 |               |               | Delirious       | Delirious       | 15:12       |             |  |                 |                 |       |       |  |
|  |                 |                 | Erick Stevens | Erick Stevens | Pin             |                 |             |             |  |                 |                 |       |       |  |
|  | SHINGO          | SHINGO          | Erick Stevens | Erick Stevens | Pin             | 9:12            |             |             |  |                 |                 |       |       |  |
|  | SHINGO          | SHINGO          |               |               |                 |                 |             |             |  |                 |                 |       |       |  |
|  | Erick Stevens   | Erick Stevens   | Pin           |               |                 |                 |             |             |  |                 |                 |       |       |  |
|  | Erick Stevens   | Erick Stevens   | Pin           |               |                 |                 |             |             |  |                 |                 |       |       |  |
|  |                 |                 |               |               |                 |                 |             |             |  |                 |                 |       |       |  |

## Campeones
El Campeonato Patrimonial de Florida de FIP es el campeonato secundario de Full Impact Pro y fue establecido en 2007. El campeón inaugural fue Erick Stevens, quien ganó el título al derrotar a Roderick Strong el 10 de marzo de 2007 en el evento Eddie Graham Memorial Battle of the Belts. Desde entonces ha habido 20 campeones oficiales, repartidos en 21 reinados en total.
El reinado más largo en la historia del campeonato lo ostenta Jon Davis, quien mantuvo el campeonato por 1.092 días en su segundo reinado. En contraparte, Donovan Danhausen posee el reinado más corto, con solo 1 día, tras ser derrotado por Martin Stone en ACW Tradition Continues.
En cuanto a los días en total como campeón (un acumulado entre la suma de todos los días de los reinados individuales de cada luchador), Jon Davis posee el primer lugar, con 1.496 días en dos reinados. Le sigue Sideshow, con 819 días en un reinados, y Uhaa Nation con 650 días en un reinados.
El campeón más joven es Chris Jones, quien a los 19 años derrotó a Sal Rinauro en Fallout. En contraparte, el campeón más viejo es Sideshow, quien a los 43 años y 239 días derrotó a Anthony Greene en Fallout 2022. En cuanto al peso de los campeones, Erick Stevens es el más pesado, con 107 kilogramos, mientras que Chasyn Rance es el más liviano, con 74 kilogramos.

### Campeón actual
El campeón actual es Rich Port Ayala, quien se encuentra en su primer reinado como campeón. Rich Port Ayala ganó el campeonato tras derrotar al excampeón Steven Frick el 13 de julio de 2025 en FIP Heatstroke 2025.

### Lista de campeones
| N.º | Campeón           | Lucha                   | Lucha                                     | Lucha                    | Estadísticas | Estadísticas | Notas y referencias |
| N.º | Campeón           | Fecha                   | Evento                                    | Ubicación                | Reinado      | Días         | Notas y referencias |
| --- | ----------------- | ----------------------- | ----------------------------------------- | ------------------------ | ------------ | ------------ | --- |
| 1   | Erick Stevens     | 10 de marzo de 2007     | Eddie Graham Memorial Battle of the Belts | Crystal River, Florida   | 1            | 244          | Stevens derrotó a Roderick Strong en la final del torneo Eddie Graham Memorial Battle Of The Belts para convertirse en el campeón inaugural.    |
| 2   | Sal Rinauro       | 9 de noviembre de 2007  | Unstoppable                               | Crystal River, Florida   | 1            | 337          | [ 3 ] |
| 3   | Chris Jones       | 11 de octubre de 2008   | Fallout                                   | Crystal River, Florida   | 1            | 168          | [ 4 ] |
| 4   | Rhett Titus       | 28 de marzo de 2009     | FIP                                       | Crystal River, Florida   | 1            | 189          | [ 5 ] |
| 5   | Brad Allen        | 3 de octubre de 2009    | Fallout                                   | Crystal River, Florida   | 1            | 301          | [ 6 ] |
| 6   | Jake Manning      | 31 de julio de 2010     | Cage of Pain III                          | Crystal River, Florida   | 1            | 455          | [ 7 ] |
| 7   | Uhaa Nation       | 29 de octubre de 2011   | Jeff Peterson Memorial Cup                | Crystal River, Florida   | 1            | 650          | [ 8 ] |
| 8   | Gran Akuma        | 9 de agosto de 2013     | Headstroke                                | Tampa, Florida           | 1            | 217          | [ 9 ] |
| 9   | Lince Dorado      | 14 de marzo de 2014     | Everything Burns                          | Tampa, Florida           | 1            | 72           | [ 10 ] |
| 10  | Chasyn Rance      | 25 de mayo de 2014      | BELIEVE 70 Florida J Cup                  | Orlando, Florida         | 1            | 343          | Rance derrotó a Lince Dorado en la final del Florida J Cup de 2014. El SCW Florida Cruiserweight Championship de Rance también estuvo en juego. |
| 11  | Maxwell Chicago   | 20 de febrero de 2015   | Ascension                                 | Tampa, Florida           | 1            | 437          | Fue un Title vs. Tux match. |
| —   | Vacante           | 2 de mayo de 2016       | —                                         | —                        | —            | —            | El título fue declarado vacante cuando Maxwell Chicago anunció su retiro.                                                                       |
| 12  | Donovan Danhausen | 27 de mayo de 2016      | Accelerate                                | Orlando, Florida         | 1            | 1            | Fue un four-way match, en el que también luchó Aaron Solo, Lince Dorado y Martin Stone por el campeonato vacante.                               |
| 13  | Martin Stone      | 28 de mayo de 2016      | ACW Tradition Continues                   | New Port Richey, Florida | 1            | 309          | [ 14 ] |
| 14  | Jon Davis         | 2 de abril de 2017      | Broken Tailgate Party                     | New Port Richey, Florida | 1            | 377          | [ 15 ] |
| 15  | Eddie Taurus      | 14 de abril de 2018     | ACW Proving Ground Supershow!             | New Port Richey, Florida | 1            | 41           | [ 16 ] |
| 16  | Jon Davis         | 25 de mayo de 2018      | Ascension                                 | Ybor City, Florida       | 2            | 1.092        | [ 17 ] |
| —   | Vacante           | 21 de mayo de 2021      | —                                         | —                        | —            | —            | El título fue declarado vacante. |
| 17  | Troy Hollywood    | 22 de mayo de 2021      | Everything Burns                          | Ybor City, Florida       | 1            | 176          | Derrotó a Snoop Strikes en la final de un torneo para ganar el título vacante.                                                                  |
| 18  | Anthony Greene    | 14 de noviembre de 2021 | WWN Supershow: Battle Of The Belts        | Crystal River, Florida   | 1            | 336          | [ 19 ] |
| 19  | Sideshow          | 16 de octubre de 2022   | Fallout 2022                              | Clearwater, Florida      | 1            | 819          | [ 20 ] |
| 20  | Steven Frick      | 12 de enero de 2025     | Everything Burns 2025                     | Clearwater, Florida      | 1            | 182          | [ 21 ] |
| 21  | Rich Port Ayala   | 13 de julio de 2025     | FIP Heatstroke 2025                       | Clearwater, Florida      | 1            | 33+          | [ 22 ] |

### Total de días con el título
La siguiente lista muestra el total de días que un luchador ha poseído el campeonato, si se suman todos los reinados que posee. 
A la fecha del 15 de agosto de 2025.
| + | Indica al campeón actual |

| N.º | Campeón           | Reinados | Total de días |
| --- | ----------------- | -------- | ------------- |
| 1   | Jon Davis         | 2        | 1.496         |
| 2   | Sideshow          | 1        | 819           |
| 3   | Uhaa Nation       | 1        | 650           |
| 4   | Jake Manning      | 1        | 455           |
| 5   | Maxwell Chicago   | 1        | 437           |
| 6   | Sal Rinauro       | 1        | 337           |
| 7   | Anthony Greene    | 1        | 336           |
| 8   | Martin Stone      | 1        | 309           |
| 9   | Brad Allen        | 1        | 301           |
| 10  | Chasyn Rance      | 1        | 271           |
| 11  | Erick Stevens     | 1        | 244           |
| 12  | Gran Akuma        | 1        | 217           |
| 13  | Rhett Titus       | 1        | 189           |
| 14  | Steven Frick      | 1        | 182           |
| 15  | Troy Hollywood    | 1        | 176           |
| 16  | Chris Jones       | 1        | 168           |
| 17  | Lince Dorado      | 1        | 72            |
| 18  | Eddie Taurus      | 1        | 41            |
| 19  | Rich Port Ayala   | 1        | 33+           |
| 20  | Donovan Danhausen | 1        | 1             |

### Mayor cantidad de reinados
| Reinados | Luchador (es) |
| -------- | ------------- |
| 2 veces  | Jon Davis     |